# 972 (szám)
A 972 (római számmal: CMLXXII) egy természetes szám.

## A szám a matematikában
A tízes számrendszerbeli 972-es a kettes számrendszerben 1111001100, a nyolcas számrendszerben 1714, a tizenhatos számrendszerben 3CC alakban írható fel.
A 972 páros szám, összetett szám, Harshad-szám. Kanonikus alakban a 22 · 35 szorzattal, normálalakban a 9,72 · 102 szorzattal írható fel. Tizennyolc osztója van a természetes számok halmazán, ezek növekvő sorrendben: 1, 2, 3, 4, 6, 9, 12, 18, 27, 36, 54, 81, 108, 162, 243, 324, 486 és 972.
Négyzetteljes szám, de nem teljes hatvány, ezért Achilles-szám.